# قرعة كأس العالم 2018

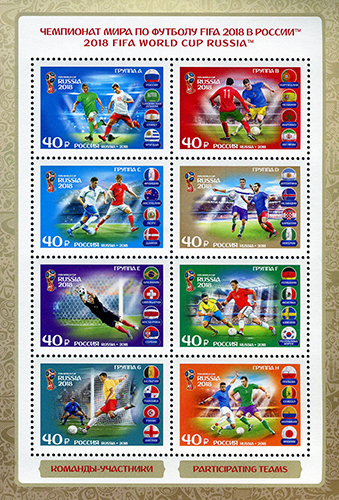
صور من مجموعات كاس العالم روسيا 2018

قرعة كأس العالم لكرة القدم 2018 أقيمت قرعة كأس العالم لكرة القدم بتاريخ 1 ديسمبر 2017 في قصر الكرملين بموسكو , روسيا.
تم تحديد المنتخبات 32 الذين سيشاركون في المونديال بناء على تصفيات كأس العالم لكرة القدم 2018
فتم تقسيم المنتخبات 32 المؤهلون إلى أربع مستويات في كل مستوى 8 منتخبات وسيتم اختيار فريق واحد من كل مستوى لتشكيل مجموعة.
ومن قوانين القرعة لن يتواجد فريقين من نفس المستوى في نفس المجموعة وأيضا فريقين من نفس القارة باستثناء قارة أوربا.
خلافا للنسخات السابقة من كأس العالم، تم تحديد جميع المستويات بناء على تصنيف الفيفا المعتمد في أكتوبر 2017، فالمستوى الأول يحتوي على أرقى الفرق في التصنيف، والمستوى الثاني يحتوي على أعلى الفرق التالية المرتبة، وهكذا. المستضيف تم وضعه في المستوى 1 وتم التعامل معه على أنه فريق مصنف، وبالتالي فإن المستوى 1 يتألف من المضيف روسيا والفرق السبع الأعلى مرتبة المؤهلة للبطولة.
وكما هو الحال في النسخات السابقة، لم يكن في أي مجموعة أكثر من منتخب واحد من أي اتحاد كونفدرالي قاري باستثناء الاتحاد الأوروبي .

## المستويات الأربعة
تم تصنيف جميع الفرق باستخدام تصنيف فيفا العالمي لكرة القدم في أكتوبر 2017، وهو الأرقام التي بين قوسين، والتي نشرت في 16 أكتوبر 2017.
| المستوى الأول     | المستوى الثاني  | المستوى الثالث | المستوى الرابع      |
| ----------------- | --------------- | -------------- | ------------------- |
| روسيا (منظم) (65) | إسبانيا (8)     | الدنمارك (19)  | صربيا (38)          |
| ألمانيا (1)       | بيرو (10)       | آيسلندا (21)   | نيجيريا (41)        |
| البرازيل (2)      | سويسرا (11)     | كوستاريكا (22) | أستراليا (43)       |
| البرتغال (3)      | إنجلترا (12)    | السويد (25)    | اليابان (44)        |
| الأرجنتين (4)     | كولومبيا (13)   | تونس (28)      | المغرب (48)         |
| بلجيكا (5)        | المكسيك (16)    | مصر (30)       | بنما (49)           |
| بولندا (6)        | الأوروغواي (17) | السنغال (32)   | كوريا الجنوبية (62) |
| فرنسا (7)         | كرواتيا (18)    | إيران (34)     | السعودية (63)       |

| الاتحاد الآسيوي لكرة القدم الاتحاد الأفريقي لكرة القدم | اتحاد أمريكا الشمالية لكرة القدم اتحاد أمريكا الجنوبية لكرة القدم | الاتحاد الأوروبي لكرة القدم |

وتنص قواعد القرعة على عدم وقوع أكثر من فريقين أوروبيين في مجموعة واحدة كما تنص على عدم وقوع أكثر من فريق واحد من كل اتحاد قاري آخر في مجموعة واحدة، لتجنيب منتخبات القارة الواحدة من المواجهة المبكرة في مجموعة واحدة.

## نتيجة القرعة
|            | 1         | 2        | 3         | 4              | مجموع النقاط |
| ---------- | --------- | -------- | --------- | -------------- | ------------ |
| المجموعة A | روسيا     | السعودية | مصر       | الأوروغواي     | 2,991        |
| المجموعة B | البرتغال  | إسبانيا  | المغرب    | إيران          | 4,128        |
| المجموعة C | فرنسا     | أستراليا | بيرو      | الدنمارك       | 4,101        |
| المجموعة D | الأرجنتين | آيسلندا  | كرواتيا   | نيجيريا        | 4,099        |
| المجموعة E | البرازيل  | سويسرا   | كوستاريكا | صربيا          | 4,415        |
| المجموعة F | ألمانيا   | المكسيك  | السويد    | كوريا الجنوبية | 4,151        |
| المجموعة G | بلجيكا    | بنما     | تونس      | إنجلترا        | 3,953        |
| المجموعة H | بولندا    | السنغال  | كولومبيا  | اليابان        | 3,944        |

ووفقا لتصنيفات الاتحاد الدولي لكرة القدم، أقوى مجموعة هي E (بمجموع 4415 نقطة)، تليها المجموع F ب(4151 نقطة)، ثم B ب(4128)، ثم C ب(4101)، ثم D ب(4099)، ثم G ب(3953)، ثم H ب(3944)، والأضعف هي مجموعة البلد المضيف A ب(2991).